# 玩具主义
玩具主义（Toyism）是起源于20世纪90年代的荷兰的埃门当代艺术运动。这个词象征着艺术品有趣的特征和背后的哲学。后缀“ ism”指存在于世界上艺术和宗教运动。然而，玩具主义的艺术游戏是严肃的，透过一个新的批判和敏感的角度看待我们当今的世界。

## 起源

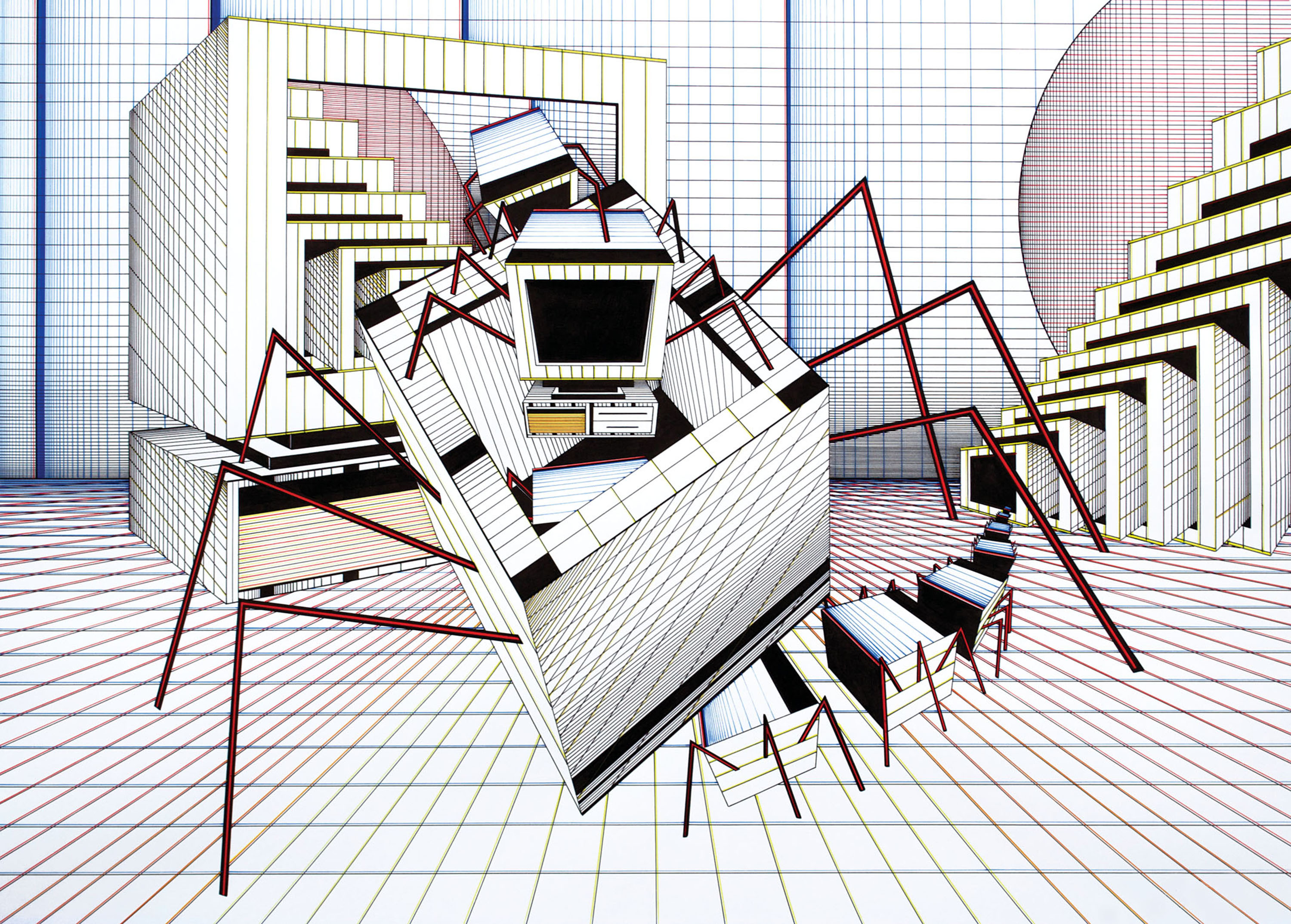
Dejo画的Escape of computer spiders, 1990

玩具主义作为一种艺术运动，是对存在于20世纪70年代至90年代“一切皆可”的后现代个人主义世界的一种颠覆。
这个名字起源于1990年，当时艺术家 Dejo(化名)做了一个标题为“Escape of Computer Spiders”的图形作品。正是这一作品以及后来类似的作品成为了这种风格的起源。然而，又过了两年，这才产生了一个结果。1992年9月5日，来自荷兰埃门的艺术家兼音乐家Dejo写了一份名为《母亲》的宣言，并向人们介绍了玩具主义。

## 历史
玩具主义可以分为两个不同的时期，从1992年到2000年和2002年到现在。

### 1992 – 2000
撰写宣言几个月后，来自荷兰埃门的另外两位艺术家加入了这个艺术运动。在第一个时期，大部分的主题都是以超现实的表现方式完成的，在他们的绘画中固定图标（计算机、航天飞机和泰迪熊）又重新出现在他们的绘画中。这些图像代表参与的艺术家。玩具主义第一次展览是1993年2月24日在Het Veenpark。一年后在纽约举办画展。当时玩具主义基于象征的风格,均匀的色彩区域和单纯的元素，灵感来自于超级马里奥和任天堂游戏的简单元素。后来，三人分道扬镳，创始人Dejo决定进行一次世界旅行，并受到启发，使玩具主义更加国际化和开放。

### 2002
2002 在他的世界之旅后，Dejo重写了宣言，并让其他艺术家有机会加入这个运动。从2002年开始，玩具主义艺术家人数增长，来自世界各个角落的艺术家决定参加（泰国、南非、马来西亚、美国、冰岛、墨西哥、秘鲁、意大利、澳大利亚、加拿大、比利时、荷兰、罗马尼亚）。

### 现今
如今玩具主义艺术家们已经创作了800件艺术品，从绘画到雕塑和建筑。玩具主义艺术家在荷兰埃门有一个工作室/画廊，直到2015年，他们把总部迁到了格罗宁根市的格罗宁格博物馆(Groninger Museum)旁边的 Villa Heymans，作为工作室/画廊，截至2017年。玩具主义工作室迁至位于荷兰皇家航空学院(KLM Flight Academy)在格罗宁根机场(Groningen Airport Eelde)的旁边。

## 哲学
玩具主义的哲学是艺术家作为一个集体而不是单独的个体来运作，因此一个玩具主义艺术家不能被看成比另一个更重要或更有名。艺术家之间没有竞争。他们传递的明显信息是，艺术品是重要的，而不是创造它的艺术家本身。虽然艺术家们确实自己创作艺术，但在许多情况下，玩具主义艺术家们会一起工作，这意味着所创作的艺术品不能归功于一个艺术家。

## 宣言
秘密宣言“母亲”包含了一个理论基础，作品根据它诞生。主要是绘画，但近年来也出现了雕塑、丝印、珠宝和玻璃艺术。该宣言仅供加入玩具主义的艺术家阅读。作品可以看作是宣言”母亲”和艺术家”家长”的孩子。 艺术家“家长”可以是男性或者女性，甚至是代表同一”家长”的几个艺术家。由于匿名的特性, 玩具主义艺术家得以通过隐藏自己真实身份的方式进行创作, 混合自己的思想和”母亲”的特性。这样可以有力地让每一个艺术家的创作具有”同母所出”关连性。

## 笔名
加入玩具主义的艺术家们需要选择一个尚未被使用的英文字母作为开头的笔名。这意味着该艺术家团体不会超过26个人。此外, 每个艺术家都要选择一个代表艺术家自己的人偶图标。因为玩具主义艺术家们在公众面前戴面具从不露出真实面孔, 这人偶图标就是艺术家用于面对公众的脸。
以下是曾加入和目前参与的玩具主义艺术家的列表 :
| - Alfago - Amukek - Aniyina - Bogha - Bliissem - Clamaoing - Cluv - Dejo | - Eiiz - Fihi - Gihili - Hribso - Iffio - Iqoy - Jaf’r - Knafoe | - Link - Lodieteb - Miku - Mwano - Nooiya - Ollafinah - Pixy | - Qooimee - Roq - Sassy - Srylyn - Toescat - UULUU - Vixyv | - Wennigeb - Wolemeo - Wywy - Xippez - Yoza - Yicazoo - Zigowst |

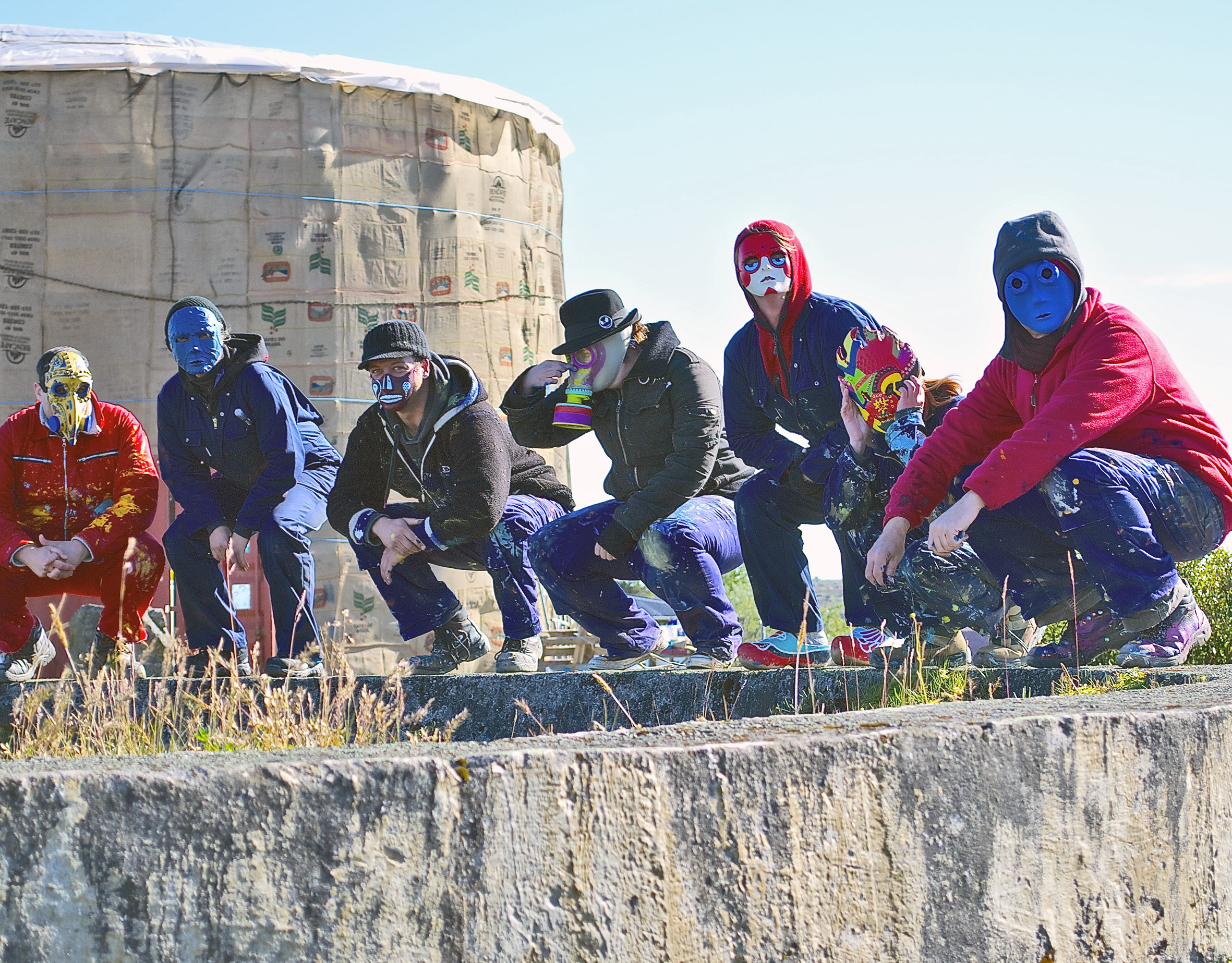
Toyists于Uppspretta
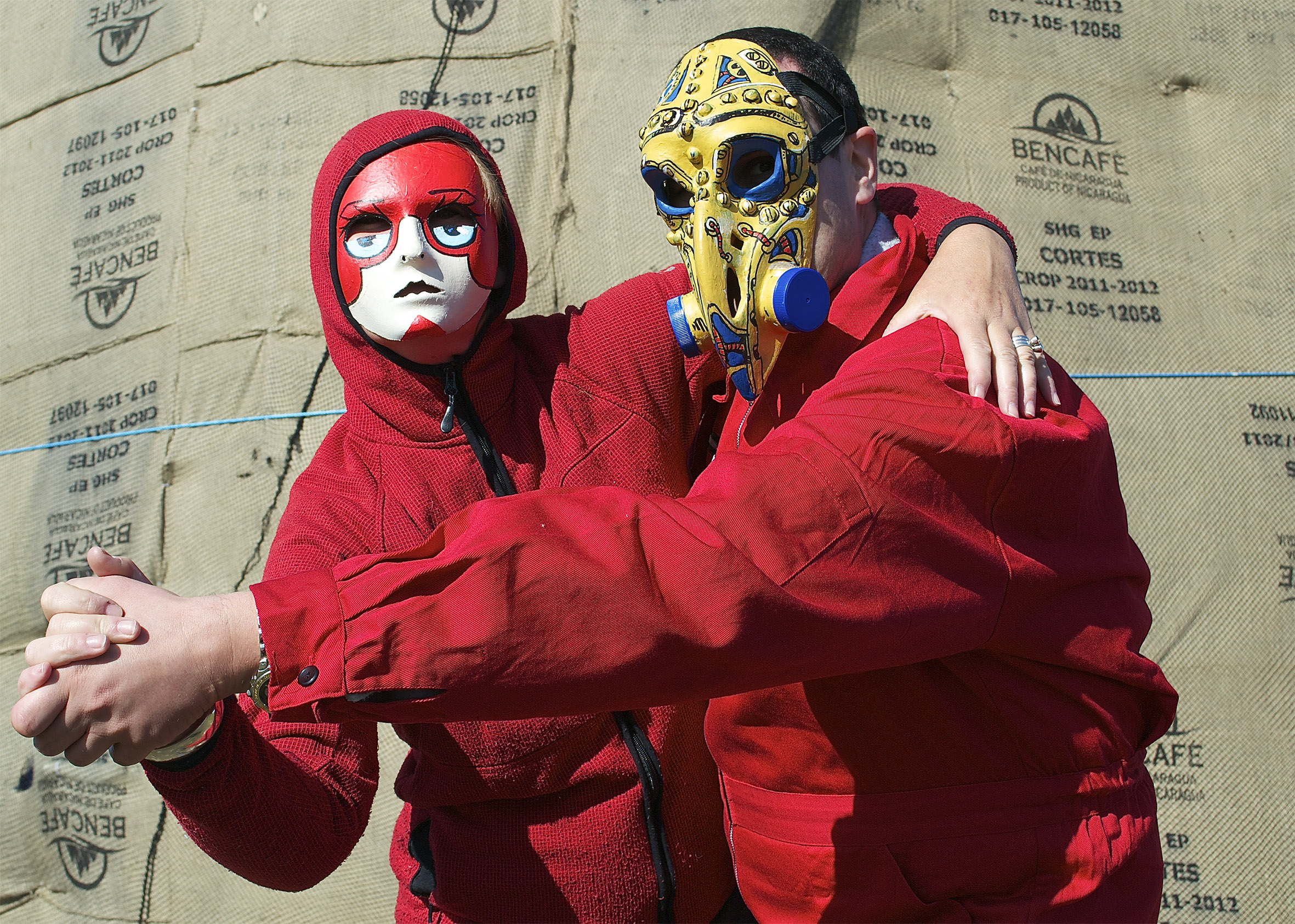
Toyists Blissem和Hribso
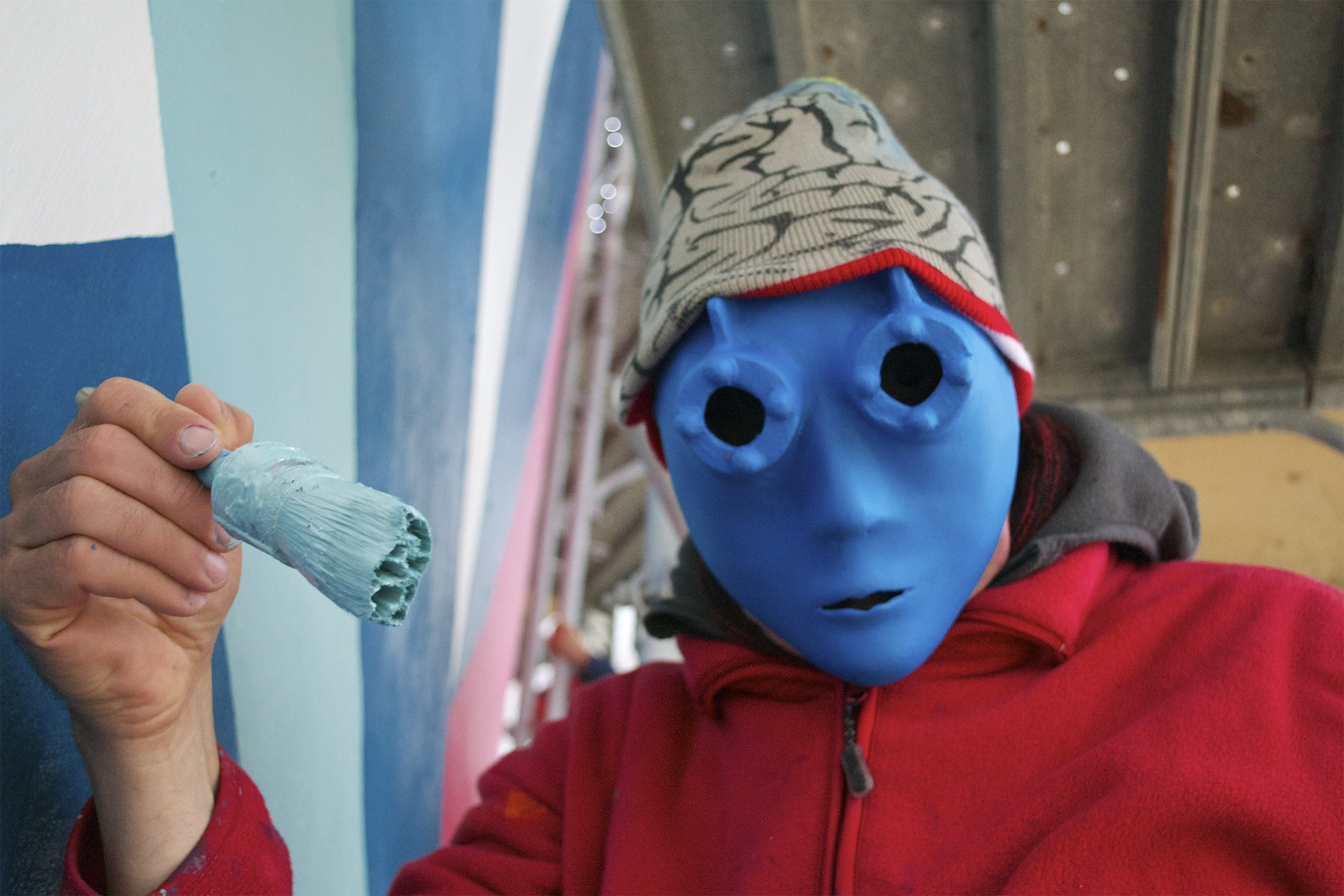
Toyist Dejo
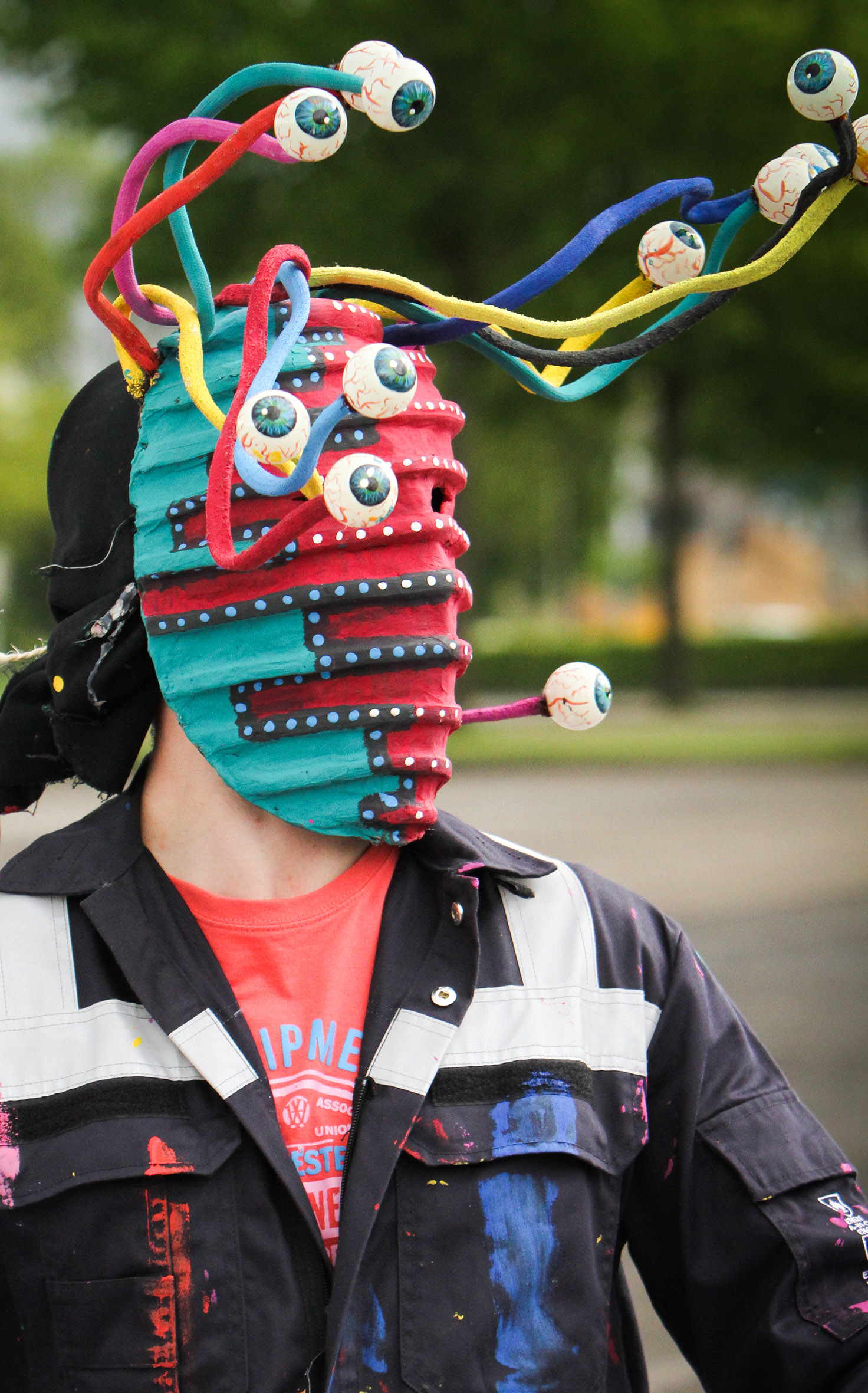
Toyist Gihili
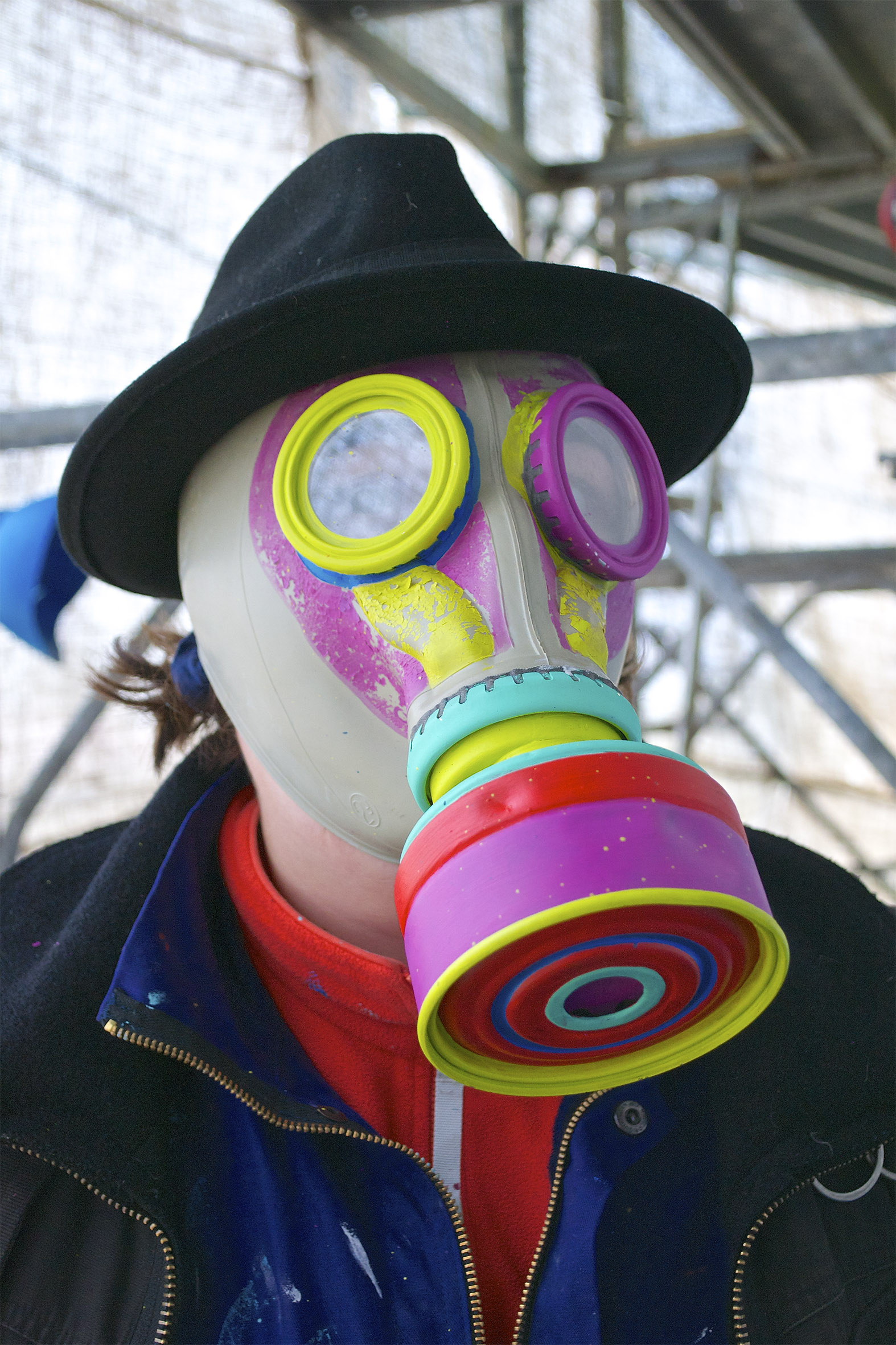
Toyist Qooimee

## 特性
- 象征
- 讲故事
- 强烈的色彩对比和清晰的色彩边缘
- 圆点形状元素
- 精良的技艺
- 当代主题
- 看似喜悦的画面，却常有严肃的寓意

## 項目

### 心灵游戏
这个游戏的概念设计于2004年。两位玩具主义艺术家一起创造了一组由一些小幅绘画组成的游戏。基于类似井字棋, 国际象棋, 和四人行，两大主题及适用的分主题, 艺术家制定了现有游戏。由独立的棋子（小幅绘画）做出不同的组合，组成完整的作品, 从而可视化不同的游戏的场景。

### The Dot 项目 (De Stip)

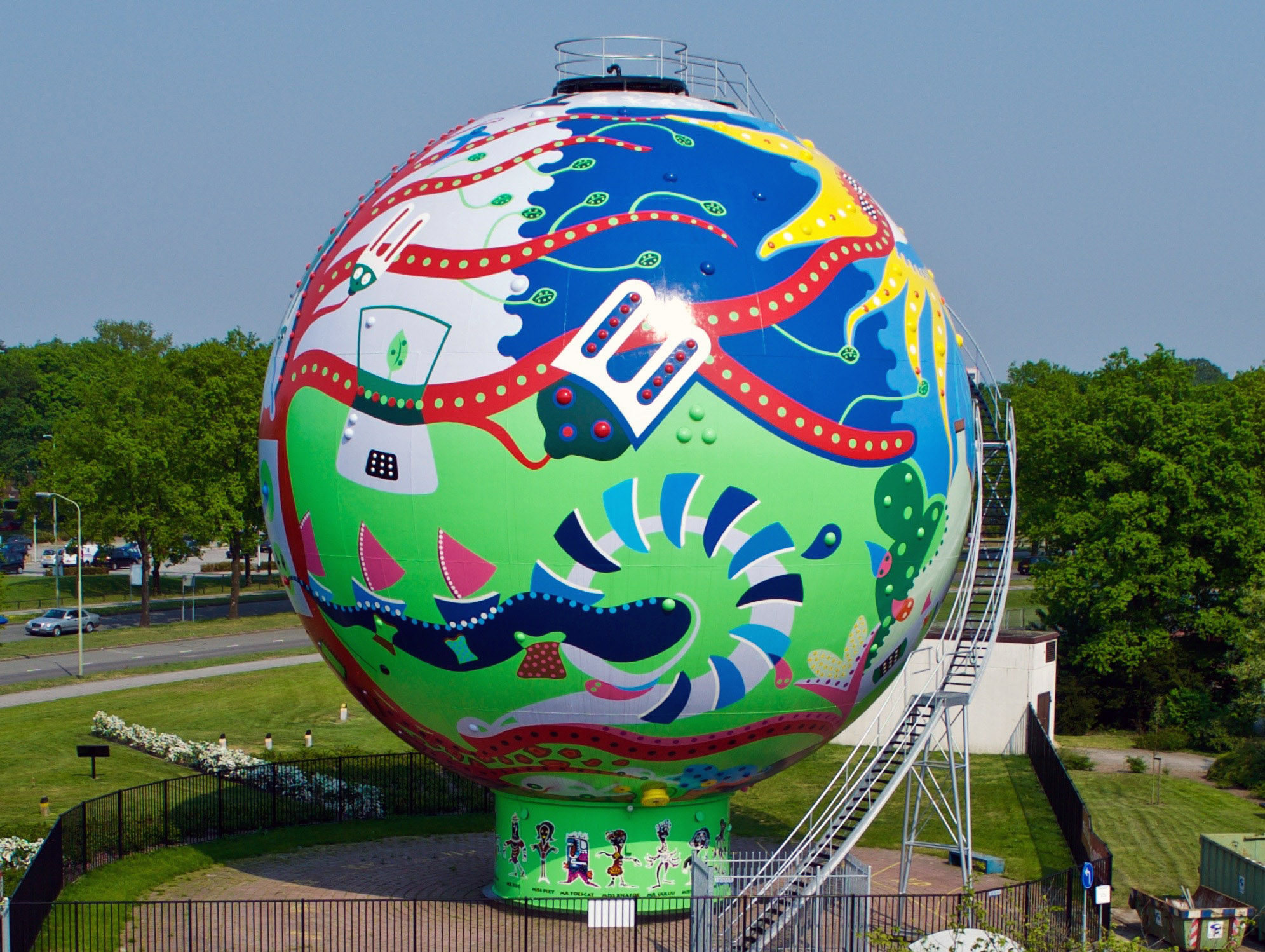
The Dot, 荷兰埃门

2009年7月14日, 玩具主义艺术家们被委托了一个在荷兰埃门的大规模项目 - 在22米高度1250平方米表面的球状煤气罐上创作壁画。他们花了9个月(6000小时)来改造煤气罐，使其变成色彩鲜艳的艺术作品名为”The Dot”, 讲述了活力与能源的故事。

### Toyism Ford Ka
玩具主义艺术家们将一辆福特汽车画成可在荷兰埃门市内驾驶的艺术品, 最终公开拍卖由私人购买收藏。

### 大象游行2010
2010年，大象游行在荷兰埃门举行，庆祝埃門动物园成立75周年。为这个场合， 玩具主义艺术家们设计了“E-Phant”(能源大象)。做为”The Dot”项目的延伸,"E- Phant”耳朵里配备太阳能收集器，电池在白天充电, 天黑时，每只耳朵周围有20盏LED灯闪烁。

### Hotel Ten Cate

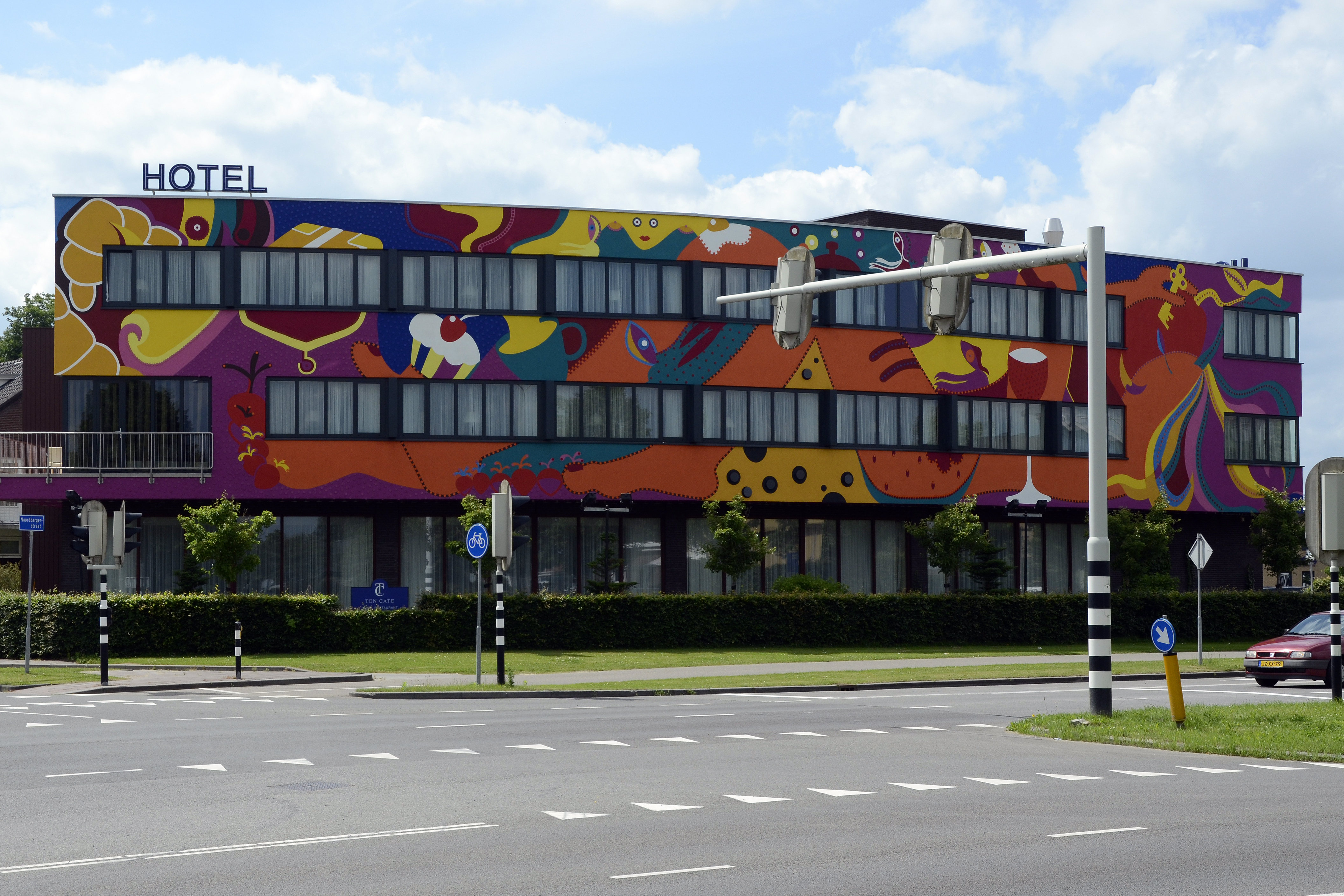
Hotel ten Cate, 荷兰埃门

2012年，玩具主义艺术家们将荷兰埃门的Hotel Ten Cate完全改造成一件巨大的艺术品。2012年5月16日，官方公布了这一消息。立面被改造成一幅巨大的画作，名为"Dreams for Breakfast"。在酒店里，他们把一个客房变成了一件艺术品，人们可以在里面睡觉。同年10月，又有6间酒店客房变成艺术品并交付使用，未来几年还会有更多客房成为艺术品。这些客房不仅受到绘画的装饰，地板和窗帘也选择了相应的装饰。每个房间都有独立的主题，例如“‘Savanne – The Dreaming Lion’, ‘Cinema – Charley Playing the Piano’, ‘Bal Masqué – Hide and Seek’, ‘Underwaterworld – Secrets of the Ocean’。

### Uppspretta

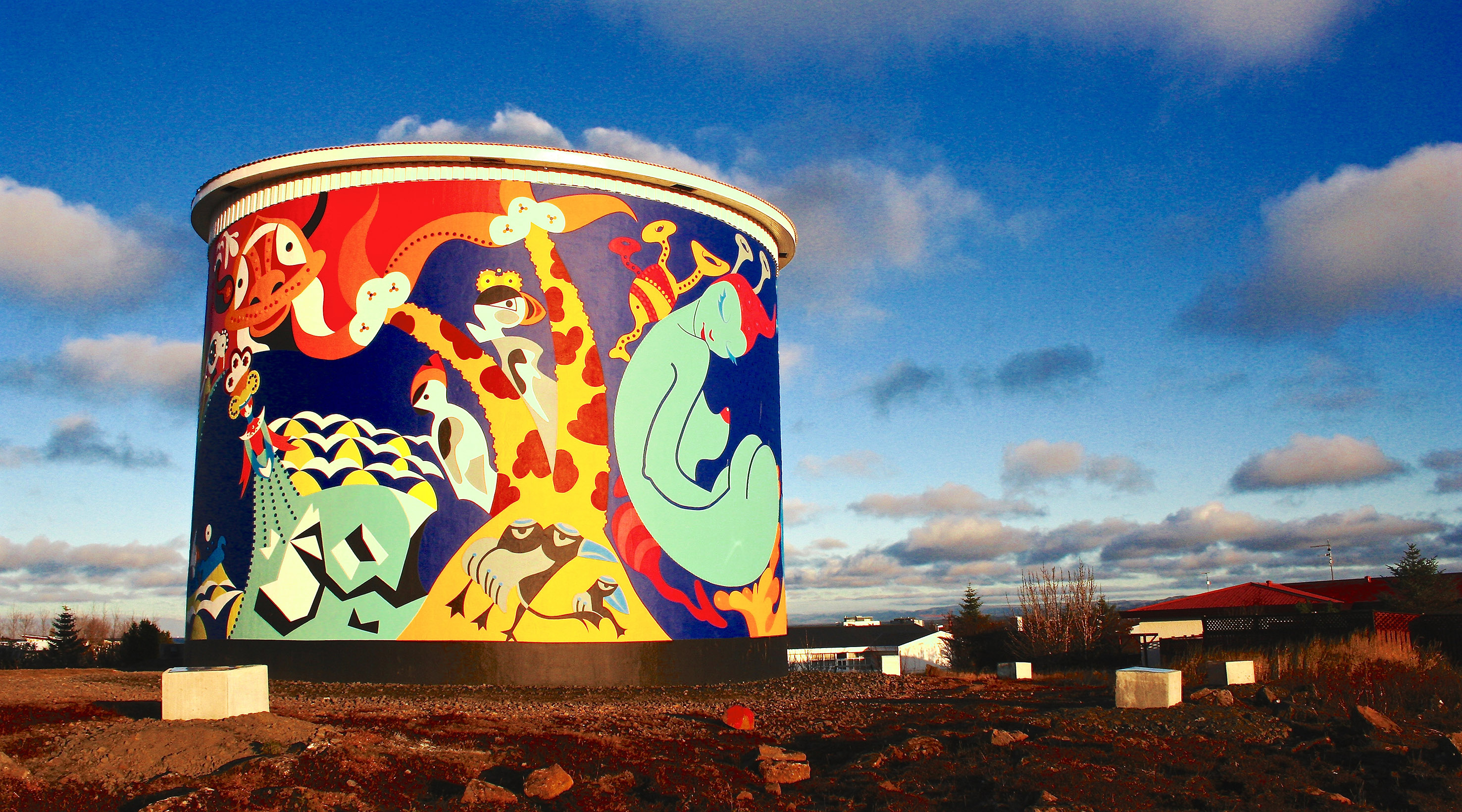
Uppspretta, 冰岛凯夫拉维克

在冰岛的凯夫拉维克一个废弃的水塔，由玩具主义艺术家们神奇的改造了。现在这个水塔上展示的色彩缤纷的故事是关于Uppspretta的传说。该项目于2013年夏天完成，在忍受着非常恶劣的天气之下, 11位玩具主义艺术家花了6个星期完成了这项任务。随着Uppspretta, 玩具主义艺术家做了该艺术团体走出海外的第一步。

### Horsepower Mania
受政府的委托玩具主义艺术家制作六个雕塑和一幅绘画关于荷兰TT的历史它是世界摩托车竞标赛的一部分。并在TT Circuit Assen举行。这六个雕塑被放置在历史路线上，覆盖了Drenthe省的几个城镇。Riders like Marc Marquez, Valentino Rossi, Kevin Schwantz, Jack Middelburg, Wil Hartog 和 Giacomo Agostini这些骑手在艺术作品中扮演着重要的角色。

### The Flying Dutchman
2017年，在荷兰皇家飞行学院(KLM Royal Flight Academy)位于格罗宁根机场埃尔德(Groningen Airport Eelde)的前建筑里，玩具主义艺术家创作了'The Flying Dutchman'的雕塑，以此庆祝玩具主义成立25周年。这座雕塑既是参考了荷兰皇家飞行学院也是借鉴了荷兰艺术运动De Stijl的风格，除此之外，这座建筑是由Bart van der Leck设计的。

### What’s For Dinner
2018年，荷兰驻中国北京大使馆举办了一场艺术家作品大赛，玩具主义获得了第一名。这幅名为“What's for Dinner”的壁画放置在北京市朝阳区的798艺术区一面墙上。

### 诺亚方舟- 信仰的哲学
2018年10月1日至10月31日在香港的Kei Faat小学（油塘），玩具主义艺术家创作了六幅壁画，主题是《诺亚方舟》。该项目是作为一个社团艺术项目，并在学生，家长和老师的帮助下，和玩具艺术家们一起绘制完成了壁画。

## 代理
玩具主义艺术家皆由格罗宁根的Toyisme Studio代理。

## 书目
- 1993 - The Fairy Tale of the Toyists
- 1996 - The History of the Toyists
- 2004 - The Building Blocks of the Toyists
- 2004 - Playing Dice with the Toyists
- 2004 - Invasion of the Toyists
- 2005 - Let the Games Begin[5]
- 2007 - Art through the Mind of a Toyist
- 2011 - Connecting the Dots
- 2011 - The Toyists have landed
- 2012 - Toyism Behind the Mask[6]
- 2013 - Toyism Making History
- 2013 - More Art by Printing
- 2014 - Uppspretta[7]

## 语录
- “到目前为止，每个艺术家都仅仅是在自己的布局中玩一场个人游戏。现在布局既然已成为每个艺术家的起点，那么两位艺术家的作品就可以经由一定的规则组合成一件艺术品。”[8]
- “我发现更有趣的是玩具主义其中包含的当代意义。我们生活在一个以自我中心的个人主义时代，而玩具主义艺术家们是以一个团体的形式出现。这正是他们与众不同的地方。”[9]
- “建立构架，确认游戏场，达成协议（......）往往异于人们所相信的，和谐以及严格的规则并不会干扰乐趣或创作的过程。在游戏中划清界限，了解游戏的边界，创意性地处理限制，并试图最大限度地发挥自己和游戏的潜能，这些都是玩具主义艺术家都明白的事。事实上，这正是他们所想要的。“[10]
- “艺术家不计其数， 然而处于领先地位的人是屈指可数的。”[11]